# IC 1197
IC 1197 је спирална галаксија у сазвјежђу Змија која се налази на листи објеката дубоког неба у Индекс каталогу.
Деклинација објекта је + 7° 32' 21" а ректасцензија 16h 8m 17,3s. Привидна величина (магнитуда) објекта IC 1197 износи 13,7 а фотографска магнитуда 14,4. IC 1197 је још познат и под ознакама UGC 10219, MCG 1-41-13, CGCG 51-52, FGC 1989, PGC 57261.